# Marta Bonaudo
Marta Bonaudo (Las Perdices, 8 de julio de 1944 - Rosario, 6 de diciembre de 2020) fue una historiadora argentina de destacada actuación en la Universidad Nacional de Rosario, Investigadora Principal de CONICET, y directora de institutos de investigación y revistas científicas. Se especializó en la historia política del siglo XIX en la Argentina.

## Trayectoria académica
Marta Bonaudo estudió historia en la década de 1960 en la entonces Universidad Nacional del Litoral. Allí se formó en una época donde se producía una importante renovación historiográfica, siguiendo las tendencias de la historia social europea. Participó en proyectos de investigación dirigidos por Nicolás Sánchez Albornoz y Sergio Bagú.
Fue ayudante auxiliar alumna de la universidad, sin embargo el golpe de Estado de 1966 produjo un quiebre en su vínculo con la universidad, a pesar de lo cual continuó su formación académica, ya que si bien presentó la renuncia continuó con los proyectos de investigación que estaban realizando por fuera de la universidad. En estos años comenzó a viajar a Buenos Aires para continuar con las investigaciones. En 1969 obtuvo una beca del gobierno de Francia para hacer su doctorado en la Universidad de Aix-en-Provence bajo la dirección del medievalista George Duby.
Regresó al país en 1974 durante las etapas finales de la dictadura de Lanusse. Durante esta etapa publicó su tesis doctoral titulada "El monasterio de San Salvador de Oña. Economía agraria, sociedad rural (1011-1399)" en dos artículos académicos. En 1975 fue amenazada por la Triple A, tuvo que renunciar a la universidad y abandonar Rosario para radicarse en Río Cuarto, en la provincia de Córdoba. Luego del golpe de Estado del 24 de marzo de 1976 volvió a Rosario junto con su esposo y sus dos hijos. Allí comenzó a dar clases en escuelas secundarias. Al poco tiempo, su casa fue asaltada y registrada por miembros del Ejército en dos oportunidades durante una semana. A pesar de ello, y el terror sufrido, decidió seguir trabajando como docente y vivir en Rosario. Poco después se presentó a una boca del Consejo Latinoamericano de Ciencias Sociales (CLACSO), virando sus investigaciones desde la historia europea a la historia argentina, especialmente la problemática agraria argentina y la historia de la Federación Agraria.
Con el regreso de la democracia en Argentina en el año 1983, se desempeñó como Directora organizadora de la Escuela de Historia de la Facultad de Humanidades y Artes en la Universidad Nacional de Rosario. Cumplió un rol de importancia en el proceso de normalización de esta institución universitaria. Como parte de sus gestiones renovó el plan de estudio. En 1987 se convirtió en investigadora del CONICET, organismo del que llegó a ser Investigadora Principal. A partir de entonces comenzó a dedicarse principalmente a la historia social y política de la Argentina de la segunda mitad del siglo XIX.

## Producción académica
Su producción académica abarco tanto la Historia Económica, los estudios de género y la historia cultural de la política, constituyendo en una de las referentes de la Historia Regional en el país. Durante la década de 1990 fue vicedecana de la Facultad de Humanidades y Artes. Fue también una de las creadoras del Centro de Estudios Sociales Regionales en 1994. Dentro de esta institución de investigaciones, en el año 1998 formó parte del Consejo Editorial de la revista Avances del CESOR, revista dedicada especialmente a difundir producciones académicas, preferentemente de Historia Social e Historia Regional, de la cual llegó a ser su directora desde el año 2010 hasta su fallecimiento en 2020. Al mismo tiempo, entre los años 2008 y 2016 participó de la fundación, y fue directora, de la Unidad Ejecutora en Red de Investigaciones Socio-Históricas Regionales; mientras que entre 2017 hasta mayo de 2020 fue la directora de la Unidad Ejecutora del CONICET denominada Investigaciones Socio Históricas Regionales (ISHIR).
Fue autora de decenas de artículos académicos en revistas nacionales e internacionales, y de varios libros, como Liberalismo, Estado y orden burgués (1852-1880), Los actores entre las palabras y las cosas, Representaciones de la política, y América Latina entre la reforma y la revolución: de las independencias al siglo XXI, en coautoría con Diego Mauro y Silvia Simonassi.